# Asteroidul (film din 1971)
Asteroidul este un film românesc din 1971 regizat de Ștefan Munteanu.

## Prezentare
Un om de pe Pământ este răpit de o farfurie zburătoare și este transportat pe un asteroid  într-o lume cu un grad superior de civilizație.